# Wereldtentoonstelling van 1949
De Wereldtentoonstelling van 1949 werd gehouden in de Haïtiaanse hoofdstad Port au Prince onder de naam Exposition Internationale de Port au Prince 1949. Het was de 26e universele wereldtentoonstelling en werd door het Bureau International des Expositions geclassificeerd als algemene tentoonstelling van de tweede categorie, een destijds gebruikte sub-categorie van universele wereldtentoonstelling.
De tentoonstelling was de eerste na de Tweede Wereldoorlog en werd gehouden ter gelegenheid van het 200-jarig bestaan van Port au Prince. De opbouw vond voor een groot deel plaats door Amerikanen die ook al bij het New York World's Fair hadden meegedaan.